# Klenić
Klenić (Leuciscus leuciscus) je slatkovodna riba koja pripada obitelji Cyprinidae. 

## Opis i građa
Klenić ima vretenasto tijelo i mala, ispupčena usta. Glava i leđa su mu tamno plave boje, a sa strane ima sjajnu srebrnkastu boju s brojnim tamnim linijama. Trbušna i analna peraja su bijele, prošarane svijetlo crvenom bojom, a leđna i prsna su na krajevima crne. Leđna peraja ima samo sedam šipčica a repna peraja je jako rascjepljena. Naraste najviše do 40 cm, a najveća težina je 1 kg. Može živjeti do 16 godina. Preferira vodu od 6.0 do 8.0 pH, a idealan raspon temperature mu je od 4 do 20º C. 

## Stanište i ponašanje
Nastanjen je u rijekama i potocima Europe, sjeverno od Alpa, kao i u Aziji. Najviše je prisutan u Francuskoj i Njemačkoj. Voli čiste potoke, plivajući preko šljunkovitog dna dubokih mirnih voda zimi, a blizu površine ljeti. Iako je tipična slatkovodna riba zna ući u bočate vode na istoku Baltičkog mora. Živahna je i aktivna riba, rado se skriva iza kamenja, zimi boravi u dubljim vodama. 

## Način hranjenja
Klenić se najviše hrani mekušcima, ličinkama, kukcima, biljkama se iznimno rijetko hrani.

## Razmnožavanje
Klenić se razmnožava između ožujka i lipanj. Ženka oko 30.000 jajašaca, koja se lijepe na vodeno bilje, potopljene panjeve i kamenje. Pretpostavlja se da se klenić razmnožava u nekoliko navrata i to najprije najstariji primjerci. Spolno je zreo s 3 godine. Godišnje udvostruči veličinu, pa klenić od jedne godine ima 25 g, od dvije godine 50 g, od tri godine 100 g i od četiri 200 g. 

## Strani nazivi
Common dace (engleski); Hasel (njemački); Leucisco (talijanski); Vandoise (francuski); Елец (ruski).

## Vanjske poveznice
|  | Zajednički poslužitelj ima još gradiva o temi Klenić |
|  | Wikivrste imaju podatke o taksonu Kleniću            |